# アナ・ブレンダ・コントレラス
アナ・ブレンダ・コントレラス（Ana Brenda Contreras、1986年12月24日 - ）はメキシコの女優。

## 出演

### テレビドラマ
- コラソン・インドマブレ(2013年)